# Jane Mortier
Pour les articles homonymes, voir Mortier et Vasseur.
Jane Mortier, née le 1er janvier 1879 à Versailles et morte en 1943 à Vals-les-Bains, est une pianiste française.

## Biographie
Fille du compositeur et professeur de musique Jules Vasseur et de la professeure de musique et cantatrice Marie Stéphanie Schmitt,, nièce du compositeur Léon Vasseur, elle apprend le solfège avec sa mère. Elle intègre alors le conservatoire de Paris où elle suit les cours d'Alphonse Duvernoy et d'Henri Dallier, obtenant à onze ans son premier prix et à quatorze ans son grand prix d’honneur. À partir de 1895, elle se produit en public et lors de concerts privés à Versailles et devient, avant ses vingt ans, professeure titulaire d'une classe de piano au conservatoire de Versailles.
Le 3 mai 1911, elle donne à la salle Pleyel la première exécution intégrale du premier livre des Préludes de Claude Debussy,.
Elle est remarquée pour ses interprétations de Franz Liszt,,, parfois diffusées sur la T. S. F.. Elle dirige la section musicale du Groupe d’études philosophiques et scientifiques pour l’examen des tendances nouvelles, organisant dans l'amphithéâtre Descartes de la Sorbonne des conférences concerts diffusés à la T. S. F.. C'est une des premières pianistes à interpréter les œuvres du groupe des Six,. Le 5 décembre 1913, à la salle Pleyel, elle crée Embryons desséchés d'Erik Satie, dont le troisième mouvement, Embryon desséché de podophthalma, qui lui est dédié, est bissé.

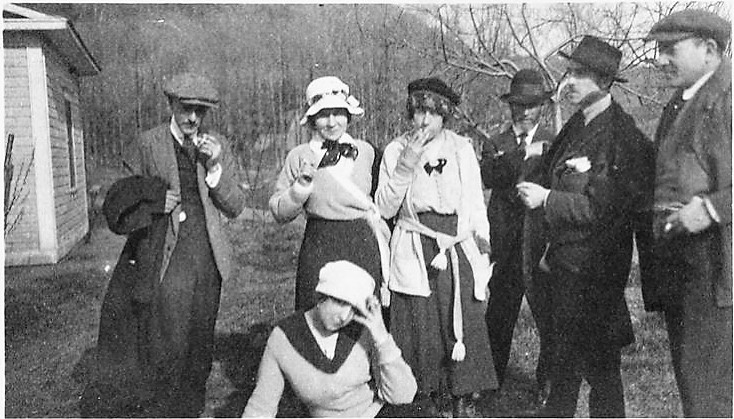
Photographiée assise par Fernand Préfontaine, le 4 mai 1918 à Mont-Saint-Hilaire, aux côtés de Robert de Roquebrune, Rose-Anne Préfontaine, Josée Robert de Roquebrune, Ozias Leduc, Léo-Pol Morin et de son mari Robert Mortier

En 1918, alors qu'elle séjourne au Canada,, elle écrit deux articles pour la revue littéraire canadienne Le Nigog,. Jane Mortier fait aussi des tournées en Espagne, aux États-Unis et en Tchécoslovaquie. Le 10 avril 1926, elle est la première interprète en France du deuxième mouvement de la Sonate « 1er octobre 1905 » de Leoš Janáček, à la Salle des Agriculteurs à Paris. Le 7 mars 1927, elle crée à la Sorbonne la troisième des Trois danses tchèques de Bohuslav Martinů, Polka, qui lui est dédiée.
Elle interprète parfois des œuvres à quatre mains, comme Ma mère l'Oye avec son compositeur Maurice Ravel ou le ballet Parade d'Erik Satie, avec Darius Milhaud.

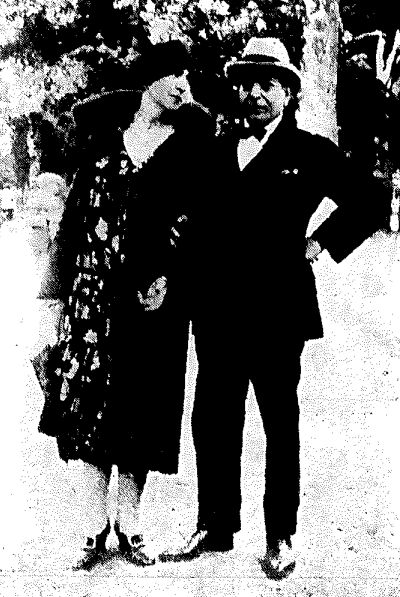
Photographie anonyme de Jane et Robert Mortier parue dans Le Courrier musical en 1928

En 1928, elle devient chevalière de la Légion d'honneur,. Elle meurt en 1943 à Vals-les-Bains.

### Vie privée
Le 18 octobre 1906, elle épouse à Versailles le peintre Robert Mortier,, devenant ainsi la belle-sœur d'Alfred Mortier et d'Aurel.

## Voir aussi

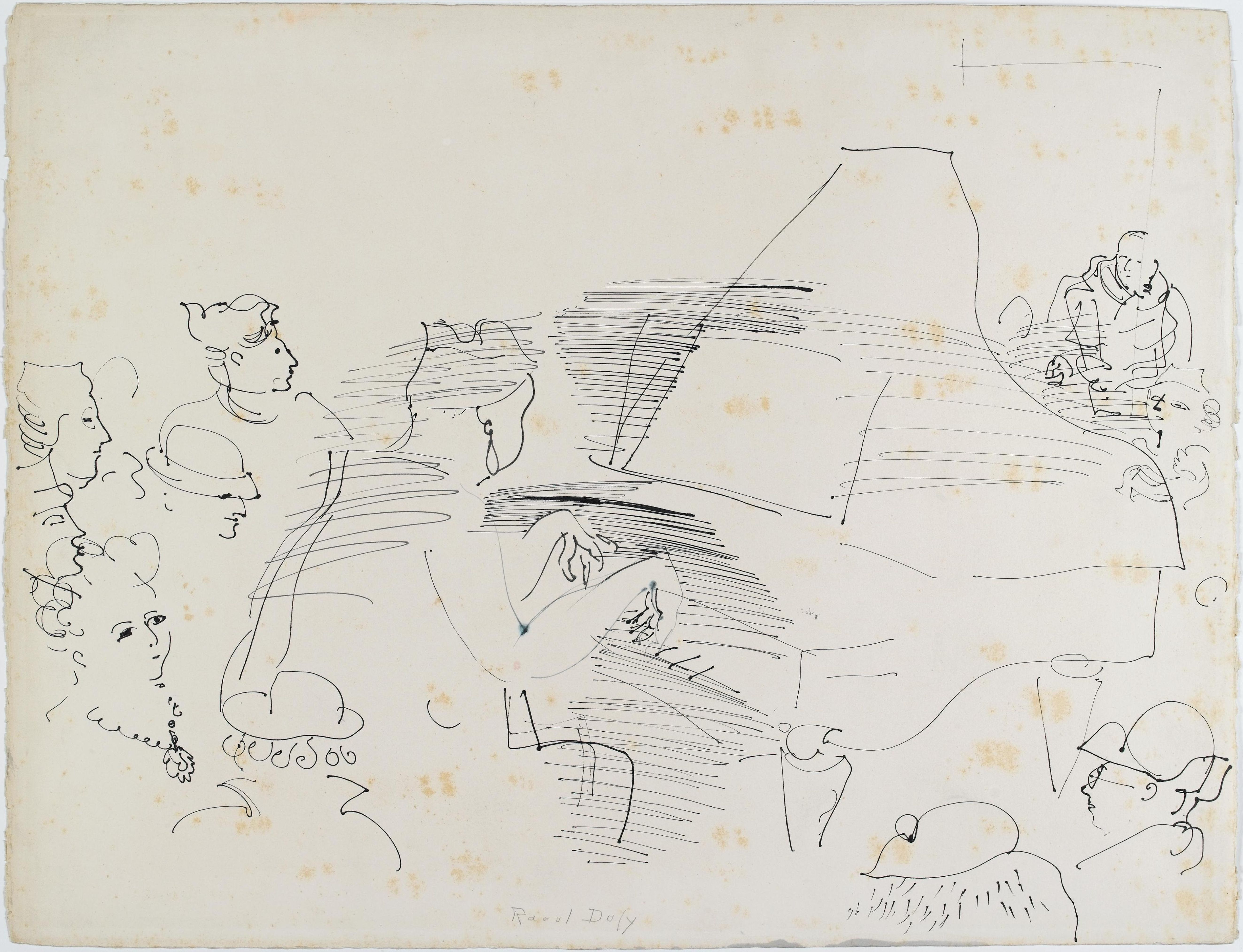
Portrait à l'encre de Chine sur papier par Raoul Dufy (1928)

## Distinctions
- Chevalière de la Légion d'honneur en 1928[25]